# Johannes von Heldritt
Johannes von Heldritt, Vorname auch Johann (* im 14. Jahrhundert; † 7. August 1416 in Bamberg) war ein deutscher römisch-katholischer Geistlicher und Angehöriger des Dominikanerordens (OP). Er war Titularbischof von Scopia (heute Skopje, Nordmazedonien) und wirkte von 1414 bis 1416 als Weihbischof im Bistum Bamberg. 

## Leben
Über das Leben des Johannes von Heldritt ist nur wenig bekannt. Er kam aus dem Adelsgeschlecht derer von Heldritt, die ihren Namen nach ihrem Stammsitz, dem Dorf Heldritt, heute ein Stadtteil von Bad Rodach im Landkreis Coburg, führten. Aus erhaltenen Urkunden geht hervor, dass er dem Dominikanerorden angehörte. Er war Doktor der Theologie und des Kirchenrechts. Die Daten des Ordenseintritts und der Profess, der Priester- und Bischofsweihe sind nicht überliefert. Auch über sein Titularbistum Scopia liegen kaum Informationen vor; er scheint der einzige Träger dieses Titels zu sein.
Johannes starb am 7. August 1416; er wurde in der Dominikanerkirche (heute Aula der Otto-Friedrich-Universität) in Bamberg beigesetzt. Sein Grabmal ist erhalten. Es zeigt einen Bischof in liturgischen Gewändern mit Stab, Buch und Mitra. Die Grabinschrift lautet in deutscher Übersetzung:

„Im Jahr des Herrn 1416, am Tag der heiligen Märtyrerin Afra starb Bruder Johannes von Heldritt aus dem Dominikanerorden, Bischof der Kirche von Scopia, dessen Seele in Frieden ruhen möge.“

## Wirken
Manche vermuten, dass Johannes von Heldritt die Dominikanerkirche in Bamberg, in der er begraben ist, im Jahr 1400 selbst geweiht hat. Die Quellenlage ist dürftig.
Nicht zweifelsfrei gesichert ist auch die Konsekration der Andreaskapelle am Kreuzgang des Bamberger Doms durch Johannes von Heldritt im Jahr 1414. Aus demselben Jahr gibt es einen von ihm unterzeichneten Ablass für die Pfarrkirche von Poppenreuth.